# Otto I av Braunschweig-Lüneburg-Harburg
Otto I av Braunschweig-Lüneburg-Harburg, född 24 augusti 1495, död 11 augusti 1549 i Harburg, var den förste hertig av Braunschweig-Lüneburg i Harburg 1527–1549. Son till hertig Henrik den mellerste av Braunschweig-Lüneburg (1468–1532) och Margareta av Sachsen (1469–1528).
Otto gifte sig 1525 med Metta von Campe (död 1580). Paret fick sonen Otto II av Braunschweig-Lüneburg-Harburg (1528–1603), hertig av Braunschweig-Lüneburg-Harburg.